# Navatalgordo

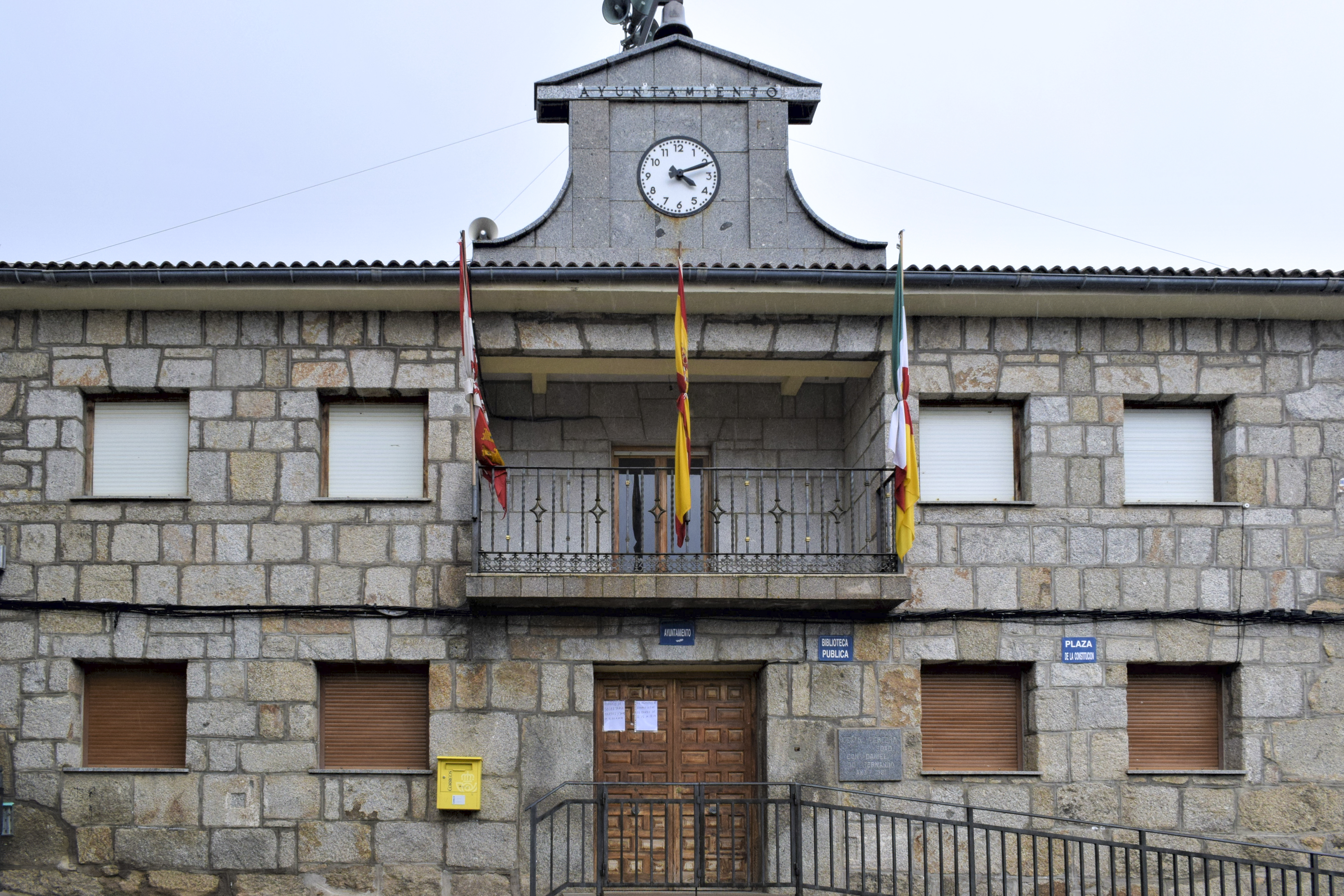
Ayuntamiento

Navatalgordo es un municipio de España perteneciente a la provincia de Ávila, en la comunidad autónoma de Castilla y León. El término municipal tiene una población de 237 habitantes (INE 2024).

## Historia
Una de las primeras referencias a Navatalgordo se encuentra en una carta del Rey Alfonso XI enviada a Blasco Ximeno, al que habló de repoblar las llamadas Navas de Ávila. Debido a esta causa se cree que ya hubo repoblación por estas tierras en el siglo XII. 
En torno a 1350, el caballero Gil Blázquez pasó a reedificar las llamadas Navas de Ávila llamadas entonces: Navamorcuende, Nava la Cruz, Nava el Talgordo, Nava el Moral, Navalosa y otras fundaciones. 
Blasco Ximenez pudo fundar las mencionadas Navas alrededor de 1110 y después de dos siglos Gil Blázquez las reedifico en 1350 aproximadamente. (Utilizamos el término reedificar porque estas mencionadas localidades ya existían).

## Geografía
Está situado en la comarca del Alto Alberche, en plena sierra de Gredos. La localidad está situada a una altitud de 1262 m sobre el nivel del mar.
| Noroeste: Navaquesera y Navalacruz | Norte: Navarredondilla   | Noreste: San Juan del Molinillo |
| Oeste: Navalosa                    |                          | Este: Burgohondo                |
| Suroeste: Navalosa                 | Sur: Villanueva de Ávila | Sureste: Villanueva de Ávila    |

### Comunicaciones
- Desde Ávila: salir de la capital con dirección Toledo (N-403) hasta Barraco. Allí coger desvío a la AV-905, dirección Venta del Obispo-Béjar. A unos 30 km se encuentra Natavalgordo.
- Desde Madrid: tomar la carretera 501 (carretera de los pantanos) hasta San Martín de Valdeiglesias. En este punto coger la N-403, dirección Ávila, hasta El Barraco. Allí coger desvío a la AV-905 dirección Venta del Obispo-Béjar. A unos 30 km se encuentra Navatalgordo.

## Demografía
Navatalgordo cuenta con una población de 237 habitantes (INE 2024).
| Gráfica de evolución demográfica de Navatalgordo entre 1842 y 2021 |
| |
| Población de derecho según los censos de población del INE. Población de hecho según los censos de población del INE.Entre el censo de 1991 y el anterior, disminuye el término del municipio porque independiza a Villanueva de Ávila. |

| 423                       | 386 | 358 | 310 | 305 | 298 | 294 | 291 | 289 | 279 | 266 | 256 | 255 |
| (Fuente: INE [Consultar]) |     |     |     |     |     |     |     |     |     |     |     |     |

## Economía
El municipio es conocido por su buena huerta, con gran variedad de hortalizas y verduras, destacando los famosos melocotones y el vino tinto de elaboración casera.

## Símbolos
El escudo heráldico y la bandera que representan al municipio fueron aprobados el 5 de enero de 1999. El escudo se blasona de la siguiente manera:

Escudo medio cortado y partido. Primero de oro pino arrancado de sinople. Segundo de plata «Roca La Peña» de gules. Tercero de sinople gavilla de trigo de oro. Al Timbre Corona Real Cerrada.
Boletín Oficial de Castilla y León nº 21 de 2 de febrero de 1999

La descripción de la bandera es la siguiente:

Bandera rectangular, de proporciones 2:3, formada por cuatro franjas verticales iguales, verde, blanca, roja y amarilla, del asta al batiente, con el escudo municipal en el centro de la misma, sobre las franjas blanca y roja.
Boletín Oficial de Castilla y León nº 21 de 2 de febrero de 1999

## Fiestas
Destacan las fiestas patronales en honor de su patrona La Virgen de la canaleja que se celebran el 8 de septiembre a cuya romería acuden cientos de personas de toda la provincia. El día 7 de septiembre, a las 12 de la noche, tiene lugar la famosa Ronda a la Virgen.
Esta ronda está datada como la más antigua de la provincia de Ávila.